# 曾乐山
曾乐山（1921年—），男，广东兴宁人，中国哲学史家，华东师范大学教授，曾任中国哲学史学会常务理事。